# António Manoel de Vilhena
Pour les articles homonymes, voir Manoel et Vilhena (homonymie).
António Manoel de Vilhena (28 mai 1663 à Lisbonne, Portugal - 10 décembre 1736 à La Valette, Malte) est le 66e grand maître des Hospitaliers de l'ordre de Saint-Jean de Jérusalem.

## Biographie
On lui doit la construction du fort Manoel, construit sur l'île homonyme, baptisé ainsi en son honneur et se trouvant dans le Marsamxett Harbour au nord, port septentrional de La Valette.
Il fait également bâtir le Palais Vilhena à Mdina sur le site de l'ancienne Università médiévale ainsi que le théâtre Manoel.

## Sources bibliographiques
- Bertrand Galimard Flavigny, Histoire de l'ordre de Malte, Paris, Perrin, 2005  (ISBN 2-262-02115-5)
- Alain Blondy Le chevalier Charles-Sébastien de Choiseul (1684-1734), réformateur d’avant-garde à l’origine de la Pragmatique Sanction douanière de Vilhena (1723), in Melitensium Amor. Festschrift in honour of Mgr Gwann Azzopardi, Malta, Cortis éd., 2002, p. 209-232.